# 7119 Hiera
7119 Hiera (1989 AV2) là một Trojan của Sao Mộc được phát hiện ngày 11 tháng 1 năm 1989 bởi Carolyn S. Shoemaker ở Palomar.